# Adriano Sicbaldi
Adriano Sicbaldi (Bottrighe, 2 febbraio 1911 – 2007) è stato un pittore italiano.

## Biografia e produzione artistica
Iscritto al Liceo artistico, si diplomò all'Accademia Albertina di Torino, dove divenne presto assistente di Giulio Casanova alla cattedra di Decorazione. Ottenne in seguito l'insegnamento di Plastica ornamentale e quello di Ornato.
Come pittore, fu membro fondatore, insieme a Michele Guerrisi, Ermanno Politi e allo scultore Renzo Moscatelli, del cosiddetto Gruppo di Cherasco, nel 1943.
Una sua opera figura nelle collezioni d'arte del Quirinale.
Nel 2014 gli è stata dedicata una retrospettiva presso l'Accademia Albertina.
Un ritratto di Adriano Sicbaldi eseguito in terracotta dallo scultore Adriano Albati è conservato presso la Galleria civica d'arte moderna e contemporanea di Torino.